# Les Orres
Les Orres ist eine französische Gemeinde im Département Hautes-Alpes in der Region Provence-Alpes-Côte d’Azur. Sie gehört zum Arrondissement Gap und zum Kanton Embrun. 

## Geografie
Les Orres liegt elf km von Embrun, 38 km von Gap, 57 km von Briançon, 101 km von Digne-les-Bains, 165 km von Grenoble, 219 km von Marseille und 266 km von Lyon entfernt. Die Gemeinde grenzt im Nordwesten an Saint-Sauveur, im Nordosten an Crévoux, im Osten an La Condamine-Châtelard, im Süden an Sainte-Pons, Les Thuiles und Méolans-Revel sowie im Westen an Crots und Baratier.
Zu Les Orres gehören neben der Hauptsiedlung auf 1450–1520 m auch markante Orte, Dörfer und Weiler wie Adret du Méale auf 2450, Sagnettes auf 1250, Ribes auf 1440, Forest auf 1540, Haut-Forest auf 1590 und Château auf 1600 m.

## Bevölkerungsentwicklung
| Jahr      | 1962 | 1968 | 1975 | 1982 | 1990 | 1999 | 2008 | 2014 |
| --------- | ---- | ---- | ---- | ---- | ---- | ---- | ---- | ---- |
| Einwohner | 300  | 235  | 307  | 429  | 455  | 446  | 516  | 550  |

## Sehenswürdigkeiten
- Kirche Notre-Dame-de-la-Présentation du Mézelet, Monument historique
- Kirche Sainte-Marie-Madeleine, Monument historique

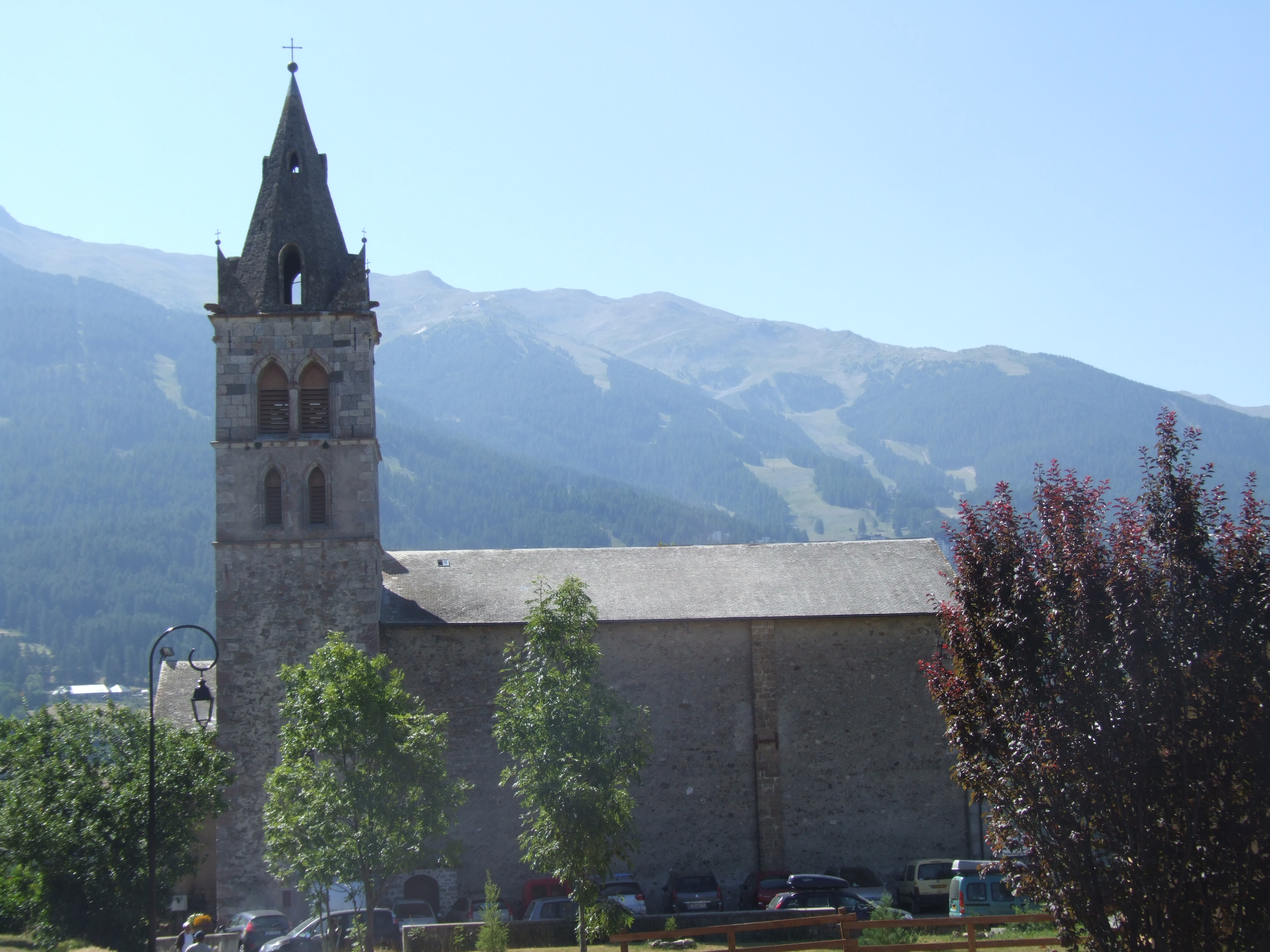
Kirche Sainte-Marie-Madeleine